# Kanton Liffré
Liffré is een kanton van het Franse departement Ille-et-Vilaine. Het kanton maakt deel uit van het arrondissement Rennes.

## Gemeenten
Het kanton Liffré omvatte tot 2014 de volgende  8 gemeenten:
- Chasné-sur-Illet
- Dourdain
- Ercé-près-Liffré
- La Bouëxière
- Liffré (hoofdplaats)
- Livré-sur-Changeon
- Saint-Sulpice-la-Forêt
- Thorigné-Fouillard

Na de herindeling van de kantons bij decreet van 18 februari 2014, met uitwerking op 22 maart 2015, omvat het volgende 9 gemeenten :
- Acigné
- La Bouëxière
- Brécé
- Chasné-sur-Illet
- Dourdain
- Ercé-près-Liffré
- Liffré
- Saint-Sulpice-la-Forêt
- Thorigné-Fouillard